# Trybliographa rufipes
Trybliographa rufipes is een vliesvleugelig insect uit de familie van de Figitidae. De wetenschappelijke naam van de soort is voor het eerst geldig gepubliceerd in 1843 door Hartig.